# 亨德森鎮區 (伊利諾伊州諾克斯縣)
亨德森鎮區（英語：Henderson Township）是位於美國伊利諾伊州諾克斯縣的一個行政鎮區。

## 地方資料
根據2010年美國人口普查的數據，亨德森鎮區的面積為87.50平方千米，當中陸地面積為87.50平方千米，而水域面積為0.00平方千米。當地共有人口1108人，而人口密度為每平方千米12.66人。